# Półwiatr
Półwiatr – nazwa jednego z wiatrów pozornych. Półwiatr wieje prosto z boku jednostki, czyli z kierunku prostopadłego do osi jednostki.

Wiatr "półwiatr" – na rysunku C

Półwiatr to jednocześnie nazwa kursu względem wiatru, którym porusza się w tym momencie jednostka.
Wiatr wiejący bardziej z przodu niż półwiatr to bajdewind, a wiatr wiejący bardziej z tyłu to baksztag.